# Debug – Feindliches System
Debug – Feindliches System ist ein kanadischer Science-Fiction-Horrorfilm des Regisseurs David Hewlett aus dem Jahr 2014.

## Handlung
Im Auftrag der Federate Correctional Authority soll eine Gruppe verurteilter Hacker mit ihrem Aufseher Capra die Fehlfunktion eines unbemannten Raumfrachters beheben. An Bord angekommen, versuchen die Hacker die fehlerhaften Programme abzuschalten. Dabei stoßen sie auf das Wächterprogramm Iam, das anfängt, die Hacker der Reihe nach zu töten und deren Verstand in sein System zu integrieren. Dies tut es mit Hilfe der Bordsysteme und dem durch Drogen umgedrehten Capra. Letztendlich bleiben nur Kaida und James übrig. Kaida versucht mit Hilfe eines eigenen Avatar-Programms die einzelnen Prozesse von Iam abzuschalten, indem sie diese tötet. Anschließend will sie den Computerkern zerstören, der aus einer Art Biomasse besteht. Dabei wird Kaida jedoch getötet, ihr Blut verbindet sich aber mit der Biomasse des Computerkerns. Währenddessen töten die zuvor integrierten Hacker bzw. deren virtuelle Existenzen im System die letzten Prozesse von Iam. James, der als Einziger überlebt hat, kann einen Notruf absetzen. 10 Jahre später ist James Kapitän des Frachters, der 1.200 Passagiere an Bord hat und sich am Rande des Sonnensystems befindet. Kaida hat inzwischen die Rolle des Computersystems übernommen.

## Hintergrund

### Produktion
Regisseur David Hewlett berichtete in einem Interview, dass ihn eine Künstliche Intelligenz wie HAL 9000 aus dem Film 2001: Odyssee im Weltraum fasziniere. Vor allem die Vorstellung, was passieren würde, wenn die KI der Sieger im Kampf gegen den Menschen wäre. Daraus entstand die Idee für den Film Debug. Die Dreharbeiten fanden in den Pinewood Toronto Studios statt.

### Synchronisation
Die Synchronisation erfolgte durch die Metz-Neun Synchron Studio- und Verlags GmbH.
| Rolle    | Darsteller/in    | Deutsche Synchronstimme |
| -------- | ---------------- | ----------------------- |
| Capra    | Adrian Holmes    | Michael-Che Koch        |
| Diondra  | Jadyn Wong       | Carolin Sophie Göbel    |
| Iam      | Jason Momoa      | Mike Carl               |
| James    | Adam Butcher     | Isaak Dentler           |
| Kaida    | Jeananne Goossen | Sandra Schwittau        |
| Lara     | Sidney Leeder    | Denise Monteiro         |
| Mel      | Kerr Hewitt      | René Dawn-Claude        |
| Nicholas | Dylan Harman     | Linus Kraus             |
| Samson   | Kyle Mac         | Matthias Keller         |

### Veröffentlichung
Premiere hatte der Film auf dem Monsters-of-Film-Filmfestival am 9. Oktober 2014 in Stockholm. Am 3. November 2014 wurde der Film in Großbritannien auf DVD und Blu-ray Disc veröffentlicht. In den USA erfolgte die Veröffentlichung am 12. Juni 2015, in Deutschland zwei Tage später am 14. März 2015.

### Rezeption
Der Film erhielt überwiegend negative Kritiken. Peter Osteried kritisiert auf Kino-zeit.de, dass der Film zu steril wirke, wodurch keine Stimmung aufkommen würde. Positiv merkte er an, dass die Effekte für eine kanadische Low-Budget-Produktion ansehnlich aussehen würden.